# Fernando Mencherini
Fernando Mencherini (Fermignano, 1949 – Cagli, 1997) è stato un compositore e musicista italiano.
È stato un compositore di musica contemporanea scomparso prematuramente. Studia al Conservatorio "G. Rossini" di Pesaro, seguendo i corsi di musica elettronica tenuti da Walter Branchi. Negli ultimi anni di vita si è anche dedicato al teatro musicale e al teatro di danza. Ha lavorato a fianco di poeti come Edoardo Sanguineti e Gian Ruggero Manzoni, musicandone i testi. Le sue composizioni sono ancora trasmesse dalla RAI e da diverse radio europee.

## Alcune composizioni
- 1979 - Notturno per contrabbasso" per Stefano Scodanibbio
- 1980 - Primo Quartetto d'archi
- 1983 - Sei danze (1983) eseguite dal violinista Enzo Porta
- 1983 - Das Zweiter Zimmer
- 1989 - I segreti del tempio
- 1993 - Vortex per flauto, violino, 11 archi e vibrafono

## Collegamenti
- Approfondimenti, su fernandomencherini.com.

| Controllo di autorità | VIAF (EN) 80750090 · ISNI (EN) 0000 0004 1032 6119 · LCCN (EN) n90723346 · GND (DE) 1089839286 |